# ギュンター・リュッツオウ
ギュンター・リュッツオウ（Günther Lützow、1912年9月4日 - 1945年4月24日）は、ドイツの軍人。第二次世界大戦時のドイツ空軍のエース・パイロットであり、「戦闘機パイロットの反乱」の首謀者である。リュッツオウは、スペイン内戦での5機、少なくとも1機の4発爆撃機を含む西部戦線での20機、東部戦線での85機の合計110機の撃墜を300回以上の作戦行動で記録した。

## 履歴
海軍将校のフリードリッヒ・リュッツオウとドイツ国防軍将校のエバーハルト・キンゼルの姉のヒルデガルトの子として生まれる。リュッツオウは1931年3月31日にアビトゥーアに合格し、学業成績が優秀な学生のための寄宿舎であるシュールプフォルタを卒業した。卒業後、叔父のエバーハルト・キンゼルの影響を受けヴァイマル共和国軍に入隊し、1931年4月7日にシュライスハイムのドイツ運輸飛行士学校（Deutsche Verkehrsfliegerschule）で操縦の訓練を始めた。その他の29名の訓練生と共に「31同志」（Kameradschaft 31）、略して「K 31」と呼ばれた。「K 31」の中にはヴォルフガング・ファルクやハンネス・トラウトロフトなど、後に空軍の参謀将校として名を知られることになる人物もいた。1931年9月にリュッツオウを含む4人の学生が2機の複座のクレム Kl 26でシュライスハイムからベルリンまで野外飛行を行った。 リュッツオウは同期の航空学生の中で1番だったのでナビゲーターとして飛行した。 第一次世界大戦中のドイツ帝国陸軍航空隊では、パイロットは「エミール」（Emil）、ナビゲーターは「フランツ」（Franz）と呼ばれていたため、リュッツオウはその時から「フランツ」、または「小さなフランツ」を意味する「フランツル」（Franzl）というあだ名で呼ばれた。リュッツオウは1932年2月19日にドイツ運輸飛行士学校を卒業し、その他9名の「K 31」出身者と共にリペツク飛行訓練学校で「特別訓練」（Sonderausbildung）に推薦された。この10名が特典を与えられた少数の選抜者であり、戦闘機の操縦訓練に参加することが許された。

## スペイン内戦
リュッツオウは第132戦闘航空団第I飛行隊へ転属するまで当初は歩兵の少尉として軍務に就いていた。スペイン内戦の期間リュッツオウは、コンドル軍団の第88戦闘団第2飛行中隊の中隊長であった。1937年3月から9月にリュッツオウ中尉は、メッサーシュミットBf109機の史上初の撃墜記録を含む5機の戦果を挙げた。1938年11月にリュッツオウはヴェルヌヘンにある第1戦闘機学校の教官になった。
1938年にリュッツオウは、ドイツ航空省のヘルムート・ヴィルベルク（Helmuth Wilberg）将軍が率いるW特別本部（Sonderstab W.）に配属された。W特別本部はスペイン内戦から得た戦術戦訓の収集分析を担当していた。ここでリュッツオウは将来の妻となるギゼラ・フォン・プリースドルフ（Gisela von Priesdorff、軍事史家クルト・フォン・プリースドルフの長女）と出会った。リュッツオウは自身の経験と考察をまとめた論文『Erfahrungsbericht Winterausbildung 1937/1938, Jüterbog-Damm, 5. Staffel』を書き上げた。この論文では既に「フィンガー・フォー」編隊が当時の戦闘機にとり明らかに優位な戦術体形であることに言及していた。数か月後にリュッツオウの友人で戦友のヴェルナー・メルダースは、現在では「クロスオーバー・ターン」（crossover turn）や「タック・ターン」（tac turn）として知られる機動を導入して「フィンガー・フォー」編隊における機動上の問題点を解決した。

## 第二次世界大戦
1939年11月にリュッツオウは第3戦闘航空団（JG 3）第I飛行隊の飛行隊長になり、フランス侵攻作戦中に更に9機を撃墜した。バトル・オブ・ブリテン真っ最中の1940年8月にリュッツオウは、JG 3の戦闘航空団司令に任命され、英国上空で更に8機を撃墜をした後の9月に騎士鉄十字章を授与された。

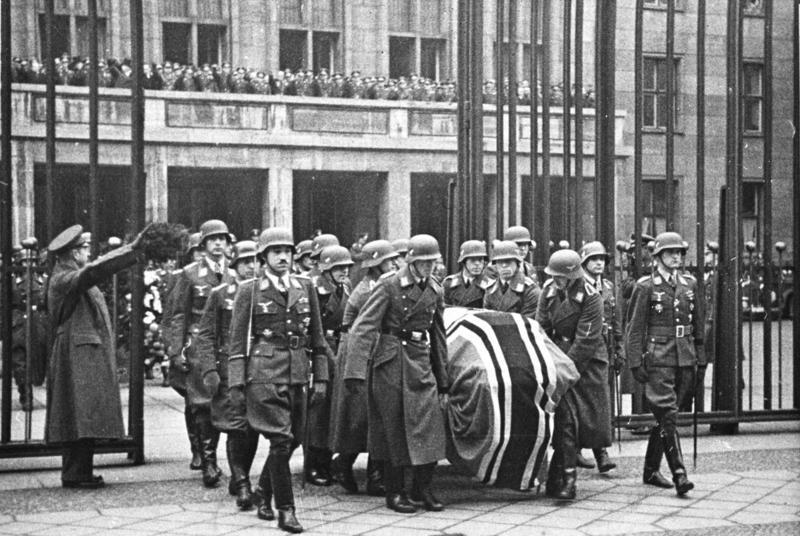
エルンスト・ウーデットの葬儀で儀仗兵（向かって右列先頭）を務めるリュッツオウ

バルバロッサ作戦に参加するためにリュッツオウが部隊を率いて東部へ移る前の1941年春にJG 3は新型のBf 109-Fを受領した。7月17日にリュッツオウは40機目の撃墜を記録し、7月20日に柏葉付騎士鉄十字章を授与された。9月23日に赤軍の対空砲火を受け敵前線の背後に不時着を余儀なくさせられたが、無傷で部隊に帰還した。10月には8日に挙げた5機の爆撃機を含む29機の戦果を挙げた。10月11日にリュッツオウは92機撃墜の功により柏葉付騎士鉄十字章に剣を追加授与された。10月24日に100機撃墜に達した2人目の（初はヴェルナー・メルダース）「エクスペルテ」（Experte）となり、その後飛行禁止となった。11月初めにJG 3本部飛行小隊を率いて本国へ帰還し、休暇と再装備に入った。1942年5月にリュッツオウとJG 3は、ハリコフ近郊の作戦に参加し始め、クリミアとスターリングラードへと転戦した。5月21日にリュッツオウは、I-61戦闘機を撃墜し、107機目の戦果を記録した。
1942年6月のある時にグラコウ（Grakowo）辺りでリュッツオウは、車でやってきた自身より低い階級の2名の親衛隊員の訪問を受けた。リュッツオウがどのような力になれるかを丁重に尋ねると、彼らはユダヤ人、赤軍の政治将校やその他「クズ共」を処分するための銃殺隊を編成するために出来得る限りの人員を提供するように要求した。激怒したリュッツオウは全航空団員に礼装で集合するように命じ、彼らの前で親衛隊員が要求した内容と自身が当然のごとくそれが野蛮な犯罪行為であると認識していることを説明した。リュッツオウは、もし一人でもこの任務に志願する者がいれば自身は指揮権を返上し軍務を退くと部下たちを脅した。この出来事によりリュッツオウは、親衛隊や党との間で問題を抱え込むこととなった。
1942年8月にリュッツオウは戦闘機隊総監の参謀の地位を与えられ、そこで東部戦線の昼間戦闘機隊総監となった。アドルフ・ガーランドがリュッツオウをこの地位に任命した決定は、間違いなく彼を「矢面」から遠ざけるための処置であった。

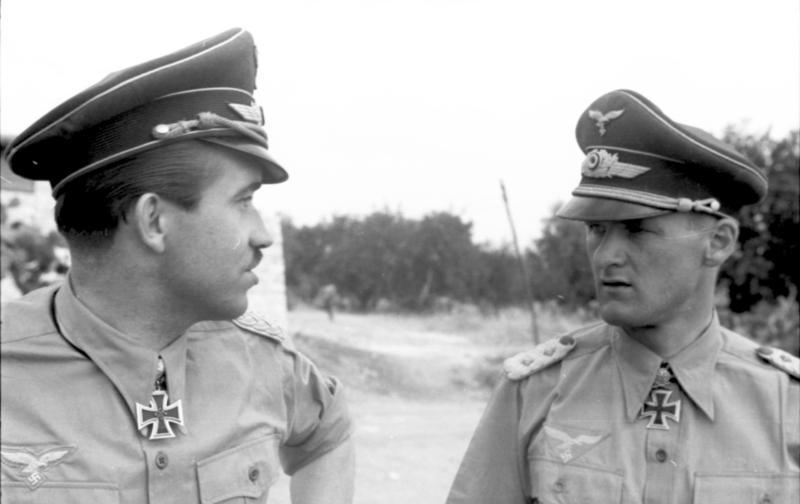
アドルフ・ガーランド（左）とリュッツオウ（1943年、イタリア）

1943年7月にリュッツオウ大佐はイタリア戦線の昼間戦闘機隊総監となり、ナポリを拠点としていた。その後1943年9月から1944年3月までデーベリッツの第1戦闘機師団の指揮官となり、北西ドイツ、オランダ、ベルギー地域の昼間と夜間戦闘機の作戦を指揮した。第1戦闘機師団はヨーゼフ・シュミット少将が指揮する第1戦闘機軍団の隷下にあり、リュッツオウはシュミット少将との個人的見解の相違から1944年3月16日に第1戦闘機師団の指揮官を解任された。
1943年秋にリュッツオウは、兄で第4魚雷艇戦隊（4. Schnellbootflottille）の指揮官ヴェルナー・リュッツオウ少佐（Korvettenkapitän）が1943年10月25日に戦死したという知らせを受け取った。
リュッツオウは、1944年遅くの「戦闘機パイロットの反乱」の主要な推進者として知られるようになった。これは空軍最高司令部への歯に衣着せぬ態度のために「戦闘機隊総監」を罷免されたアドルフ・ガーランドを復権させる企てであった。リュッツオウやその他の指導的立場にあるパイロット達のこの行動はヘルマン・ゲーリングにより「反乱」と見なされ、リュッツオウは指揮権を取り上げられ「イタリア戦線戦闘航空兵指導官」（Jagdfliegerführer Oberitalien）の職を引き継ぐためにイタリアへ追い遣られた。
リュッツオウは後にアドルフ・ガーランドのジェット戦闘機部隊である第44戦闘団（JV 44）に参加し、メッサーシュミット Me262ジェット戦闘機に搭乗して2機の撃墜を記録したが、1945年4月24日にアメリカ陸軍航空軍（USAAF）のマーチン B-26を迎撃する最中にドナウヴェルト近郊で行方不明となった。1機のB-26はリュッツオウにより撃墜されたが、リュッツオウの遺体は収容されず機体も発見されなかった。この時共に飛行していたのはクラウス・ノイマンとヴァルター・クルピンスキーであった。

## 受勲
- スペイン従軍記章（英語版）
- スペイン軍事勲章（英語版）
- ダイヤモンド剣付スペイン十字章金章（1939年7月7日）
- 戦傷章黒章
- ドイツ十字章金章
- 空軍前線飛行章金章・「300」ペナント付
- ダイヤモンド付パイロット兼観測員章金章
- 鉄十字章
  - 2級
  - 1級
- 柏葉剣付騎士鉄十字章
  - 騎士鉄十字章（1940年9月18日）：第3戦闘航空団の戦闘航空団司令の少佐として[6]
  - 柏葉 第27号（1941年7月20日）：第3戦闘航空団の戦闘航空団司令の少佐として[6]
  - 剣 第4号（1941年10月11日）：第3戦闘航空団の戦闘航空団司令の少佐として[6]
- 国防軍軍報（英語版）での言及

### 国防軍軍報からの引用
| 日付                 | 国防軍軍報のオリジナル原稿                                                                         | 和訳（英訳から転訳）                                                                  |
| -------------------- | -------------------------------------------------------------------------------------------------- | ------------------------------------------------------------------------------------- |
| 1941年10月25日土曜日 | Hauptmann Gollob errang am 20 Oktober seinen 30., Major Lützow am 24 Oktober seinen 101. Luftsieg. | ゴロプ大尉は10月20日に30機目を撃墜し、リュッツオウ少佐は10月24日に101機目を撃墜した。 |